# WLB-Reihe 100
| Reihe 100                                  | Reihe 100                          |
| ------------------------------------------ | ---------------------------------- |
| Wagen 106 im Betriebsbahnhof Wolfganggasse |                                    |
| Länge:                                     | 26,75 m                            |
| Breite:                                    | 2,40 m                             |
| Hersteller:                                | Simmering-Graz-Pauker              |
| Baujahr(e):                                | 1979–1993                          |
| Ausmusterung:                              | ab 2023                            |
| Spurweite:                                 | 1435 mm                            |
| Achsfolge                                  | B’2’2’B’                           |
| Höhe:                                      | 3,55 m                             |
| Sitzplätze:                                | 63                                 |
| Leergewicht:                               | 37 t                               |
| Höchstgeschwindigkeit:                     | 78 km/h                            |
| Stromversorgung:                           | Oberleitung mit 600/750/850 Volt = |
| Motortype:                                 | Gleichstrom-Reihenschlussmotoren   |
| Motorleistung:                             | 380 kW                             |
| Anzahl:                                    | 26                                 |

Die Fahrzeuge der Reihe 100 sind dreiteilige Gelenktriebwagen der Wiener Lokalbahnen (WLB) in DUEWAG-Lizenz und bildeten bis zur Ablösung durch die Reihe 500 das Rückgrat des Fuhrparks auf der Lokalbahn Wien–Baden.

## Geschichte

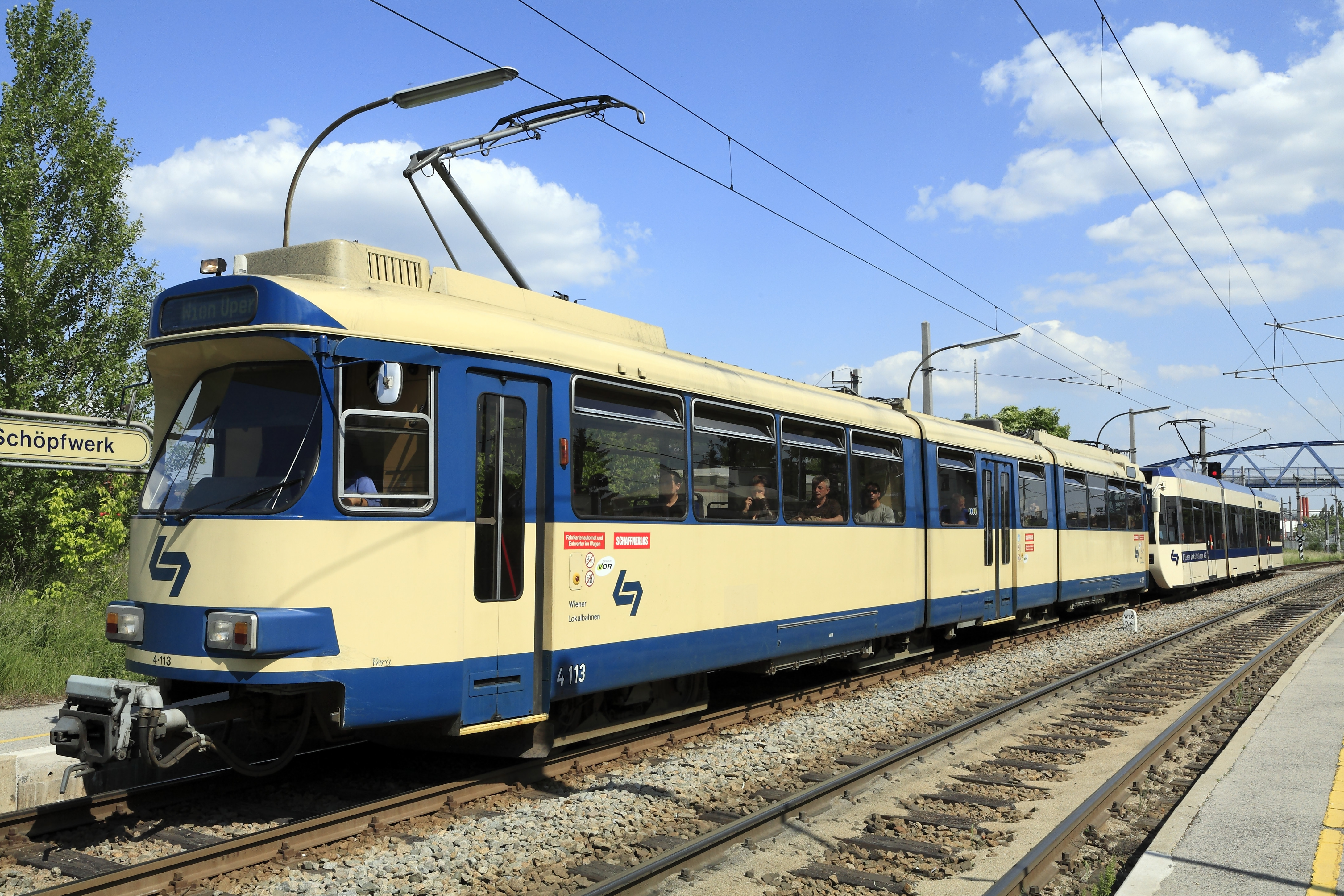
Doppeltraktion mit Reihe 400

Die hochflurigen Gelenktriebwagen wurden zwischen 1979 und 1993 von Simmering-Graz-Pauker gebaut und basieren auf dem Typ Mannheim von DUEWAG. Die elektrische Ausstattung erfolgte durch AEG Austria.
Sie sind meist in Doppeltraktion mit den neueren Niederflurwagen der Reihe 400 anzutreffen, jedoch fahren sie zwischen Wien und Wiener Neudorf auch einzeln, um hier einen 7,5-Minuten-Takt zu ermöglichen. Von den ursprünglich 26 Wagen sind aktuell noch 12 in Betrieb, die Wagen 104 und 107 wurden 2010 als Ersatzteilspender ausgemustert. Der Wagen 104 wurde im Jahr 2020 verschrottet. Ebenso wurde 106 nach einem Auffahrunfall in Meidling 2020 verschrottet. 2022 wurden wegen der 500er-Inbetriebnahme 113 und 114 ausgemustert.
Als Ersatz für die Reihe 100 wurden 34 barrierefreie Triebwagen der Reihe 500 beschafft. Mit der Betriebsaufnahme der Reihe wurde die Reihe 100 größtenteils ersetzt. Im Juli 2025 waren einige Fahrzeuge noch sporadisch im Einsatz.

## Beschreibung

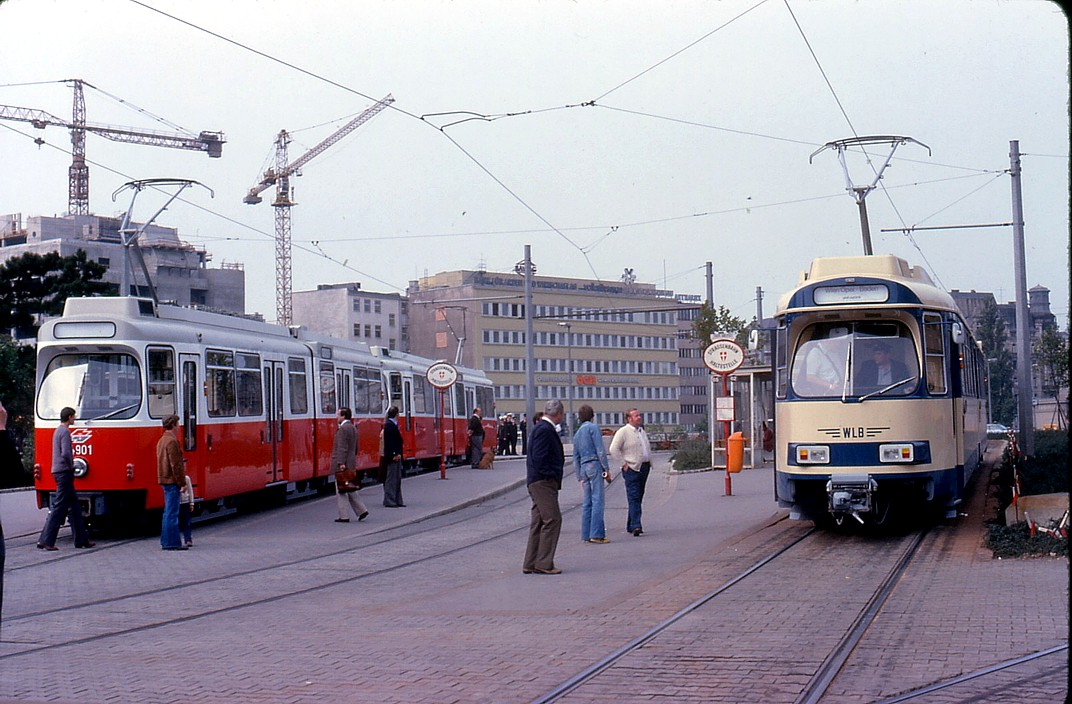
Gegenüberstellung mit den ersten E_{6} der Wiener Elektrischen Stadtbahn auf dem Karlsplatz (1979)

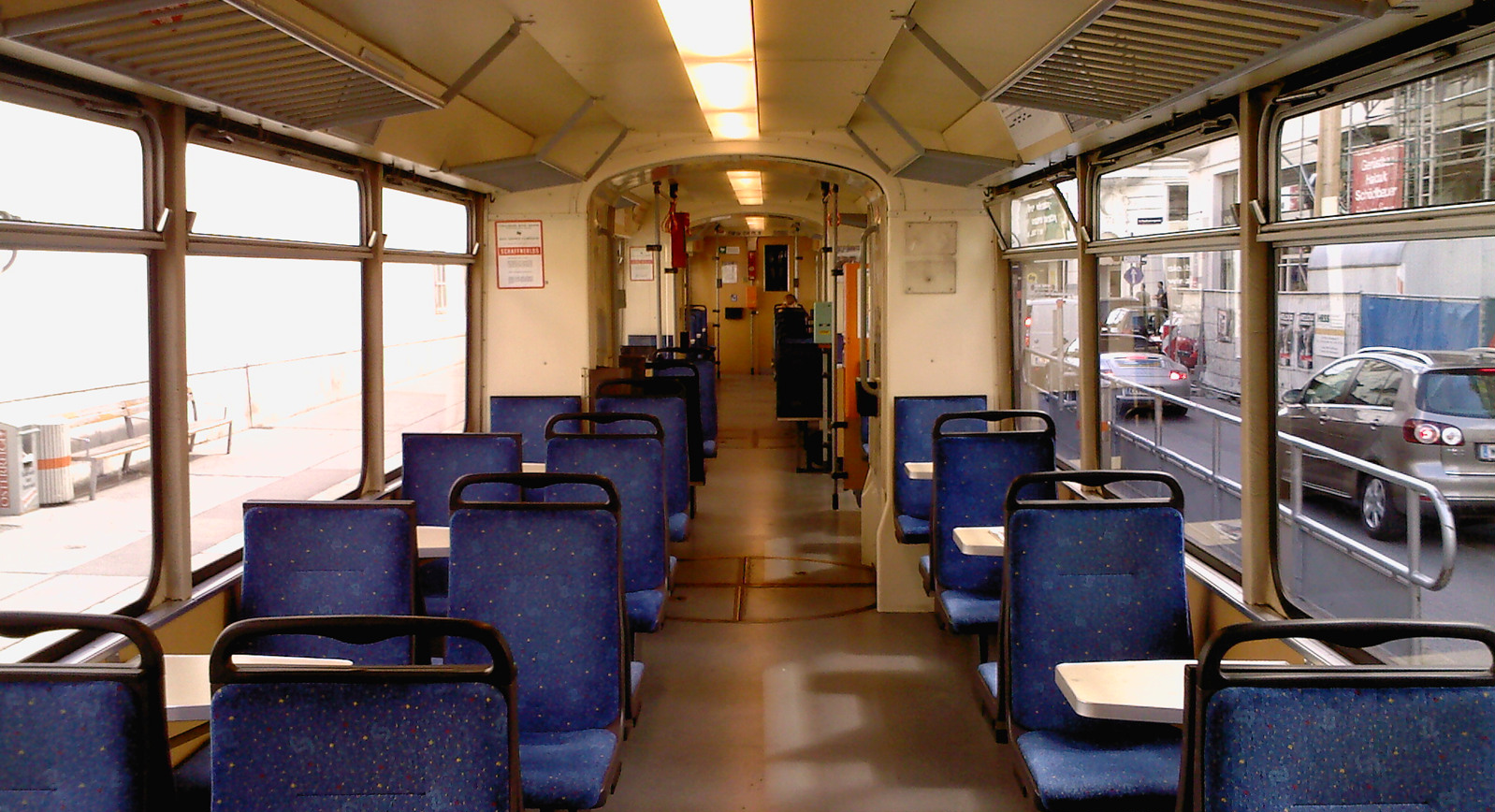
Inneneinrichtung

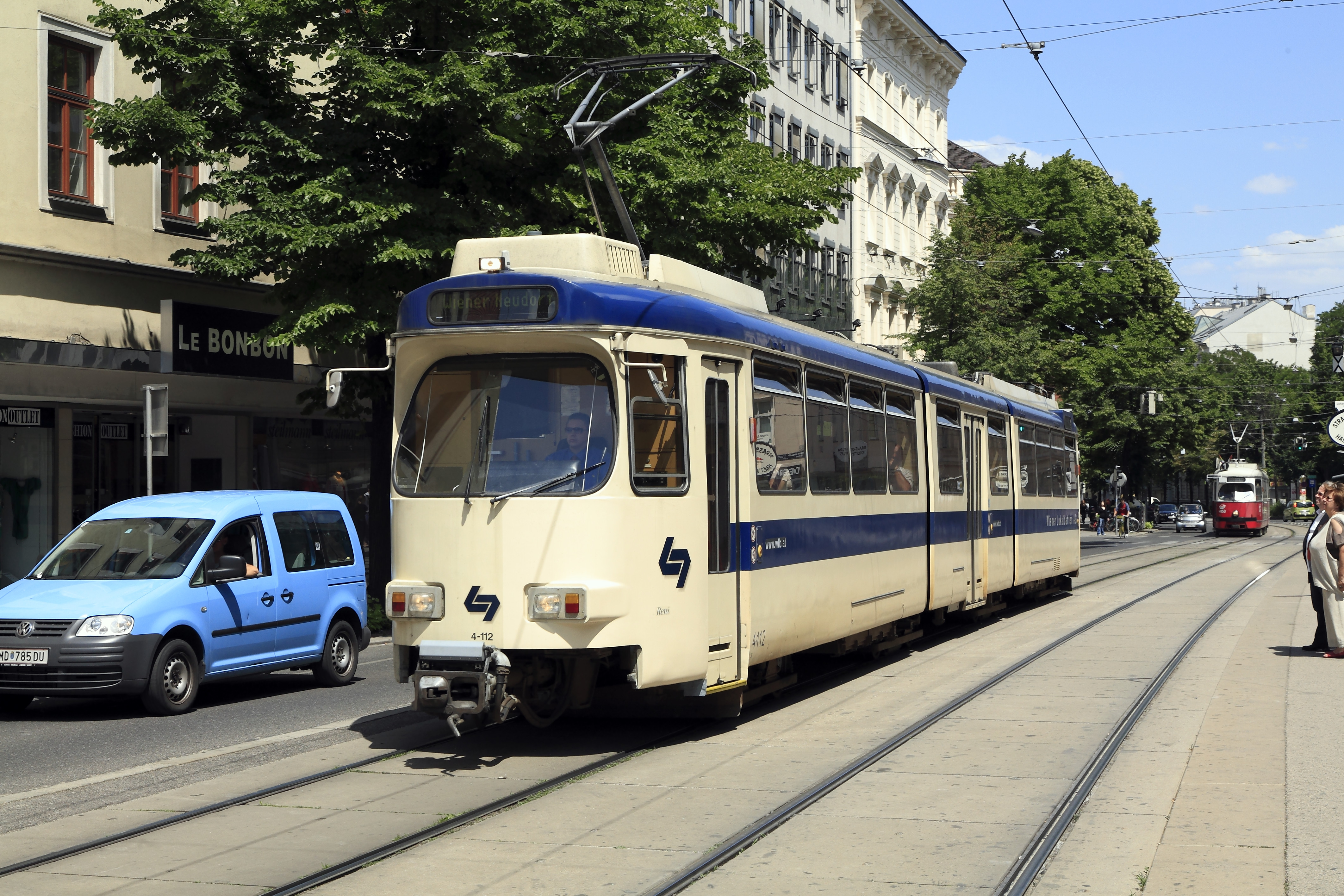
Wagen 4-112 mit modifizierter Lackierung (mittlerweile ohne 4-Beschriftung im Einsatz)

Die 1978 bestellten Wagen laufen auf vier Drehgestellen, die äußeren sind Triebdrehgestelle und mit Duewag-Tandemantrieb ausgerüstet. Die Jakobsdrehgestelle unter den Gelenken sind Laufdrehgestelle, als Sekundärfederung dienen Clouth-Gummirollfedern. Die Radsätze sind innengelagert und über MEGI-Federn abgefedert. Neben der auf die Triebdrehgestelle wirkenden Widerstandsbremse gibt es auf allen Radsatzwellen je eine Bremsscheibe, die Scheibenbremse dient auch als Festhaltebremse. Als reibwertunabhängige Bremse sind in allen Drehgestellen Magnetschienenbremsen vorhanden. Die Steuerung erfolgt konservativ über ein Unterflur eingebautes Nockenschaltwerk, welches über einen elektronischen Fahrregler der Type GEAMATIC-M gesteuert wird. An beiden Wagenenden gibt es je einen Einholmstromabnehmer, straßenbahntypisch wird in der Regel der vordere angelegt. Die Wagen sind mit nur drei Türen pro Wagenseite (je eine einfache Falttür hinter den Führerständen und eine Doppelfalttür in Wagenmitte) und gepolsterten Sitzen mit Tischen an die im Vergleich zum Straßenbahnbetrieb längeren Reisezeiten angepasst. Die Zugzielanzeigen waren ursprünglich mit Zielfilmen ausgerüstet, wobei die Anzeige bei den über die Gesamtstrecke laufenden Zügen nur auf »Wien Oper – Baden und zurück« eingestellt blieb. Etwa 2006/07 wurden sie durch Matrixanzeigen ersetzt. Die letzten umgebauten Triebwagen erhielten hellere orange LED-Anzeigen.
Nach Lieferung der Reihe 400 wurde die Vielfachsteuerung der Reihe 100 daran angepasst. Während der Übergangszeit wurden die umgerüsteten Wagen mit der Ziffer ›4‹ vor der Wagennummer gekennzeichnet.